# Eschborn

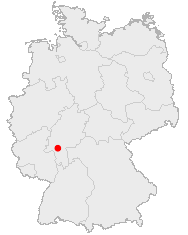
Mapa de localização de Eschborn.

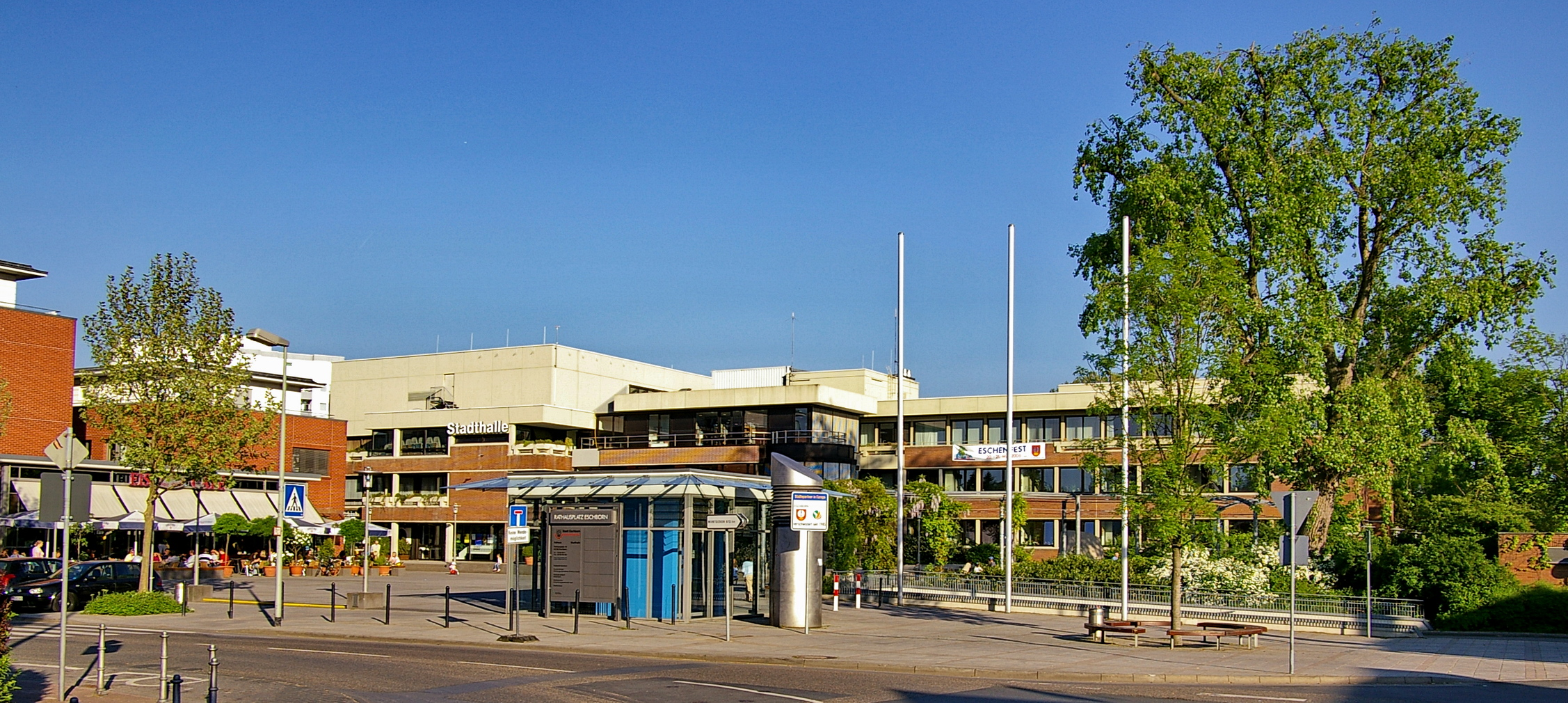
Eschborn

Eschborn é uma cidade no distrito de Main-Taunus, no estado de Hessen, Alemanha. Em 2010, tinha uma população de 20.811 habitantes. Está localizada perto de Frankfurt am Main, mas não pertence administrativamente a esta cidade.
Está fraternizada com a Póvoa de Varzim (Portugal) e com Żabbar (Malta).